# Elelea
Elelea – rodzaj chrząszczy z rodziny kózkowatych i podrodziny zgrzypikowych.

## Zasięg występowania
Przedstawiciele tego rodzaju występują na Borneo.

## Systematyka
Do Elelea należą 2 gatunki:
- Elelea concinna
- Elelea multipunctata